# Johnstown (Ohio)
Johnstown is een plaats (village) in de Amerikaanse staat Ohio, en valt bestuurlijk gezien onder Licking County.

## Demografie
Bij de volkstelling in 2000 werd het aantal inwoners vastgesteld op 3440.
In 2006 is het aantal inwoners door het United States Census Bureau geschat op 3957, een stijging van 517 (15,0%).

## Geografie
Volgens het United States Census Bureau beslaat de plaats een oppervlakte van
5,4 km², geheel bestaande uit land. Johnstown ligt op ongeveer 341 m boven zeeniveau.

## Plaatsen in de nabije omgeving
De onderstaande figuur toont nabijgelegen plaatsen in een straal van 16 km rond Johnstown.